# Viola chaerophylloides
Viola chaerophylloides är en violväxtart som först beskrevs av Eduard August von Regel, och fick sitt nu gällande namn av Wilhelm Becker. Viola chaerophylloides ingår i släktet violer, och familjen violväxter. Utöver nominatformen finns också underarten V. c. sieboldiana.

## Bildgalleri

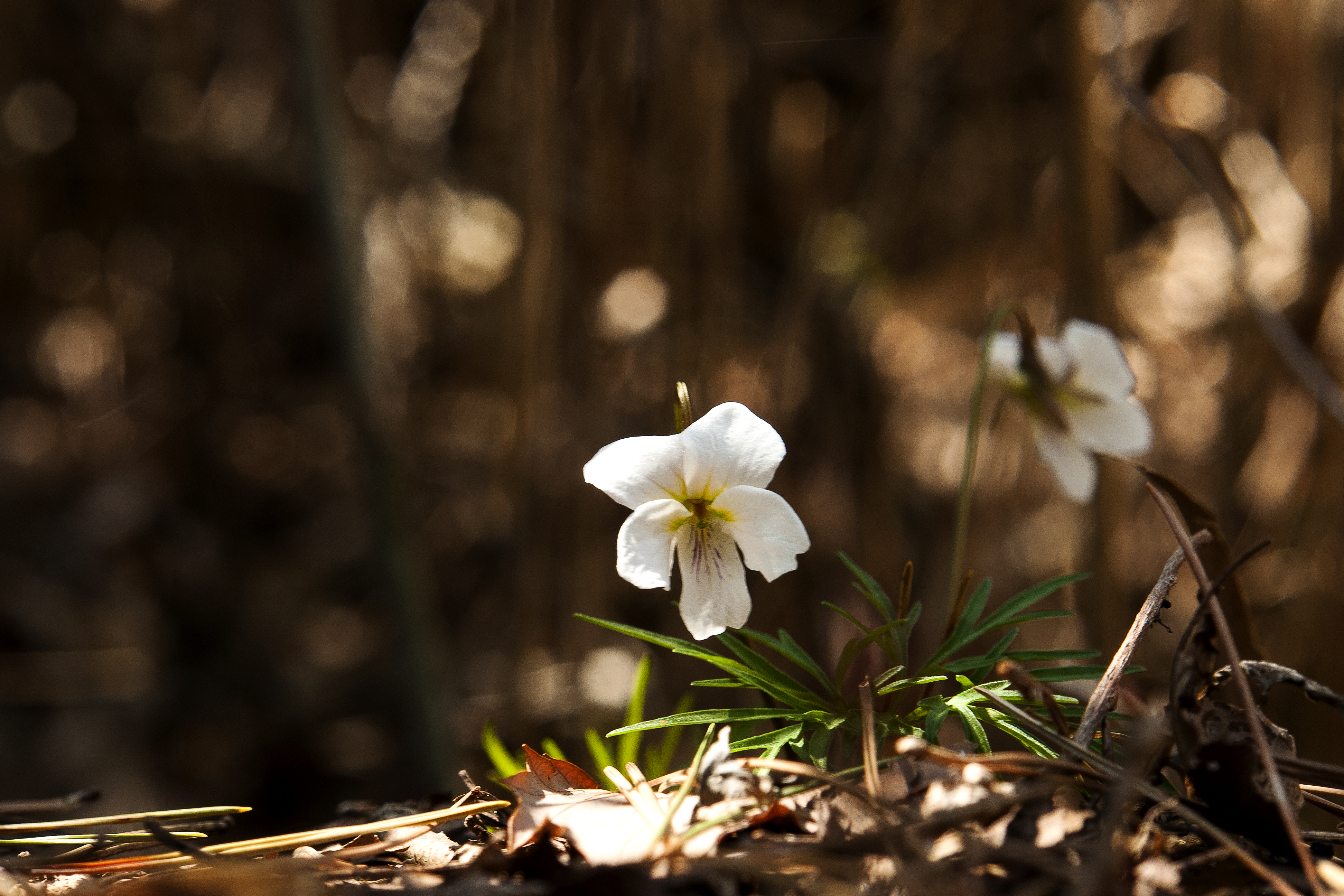
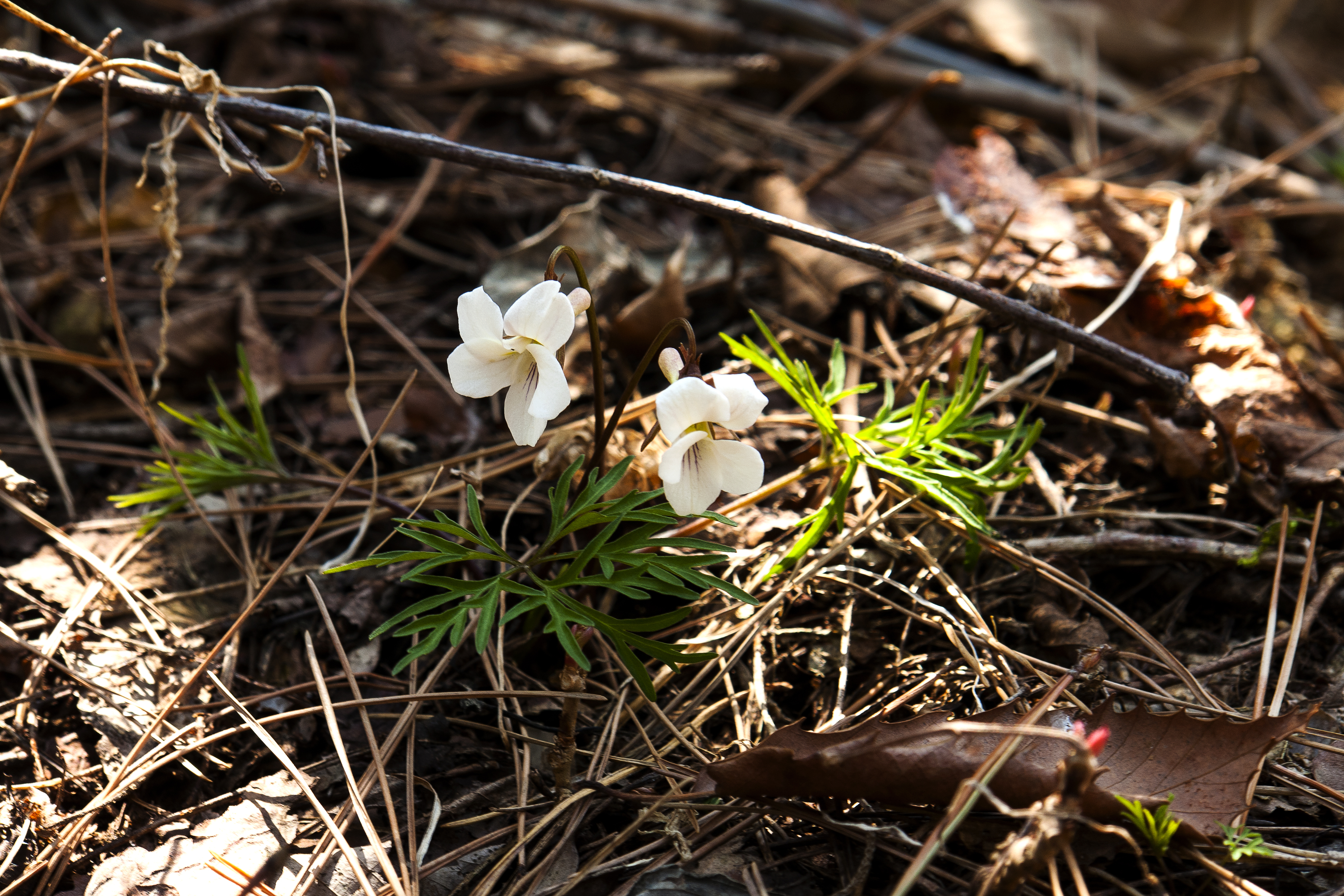
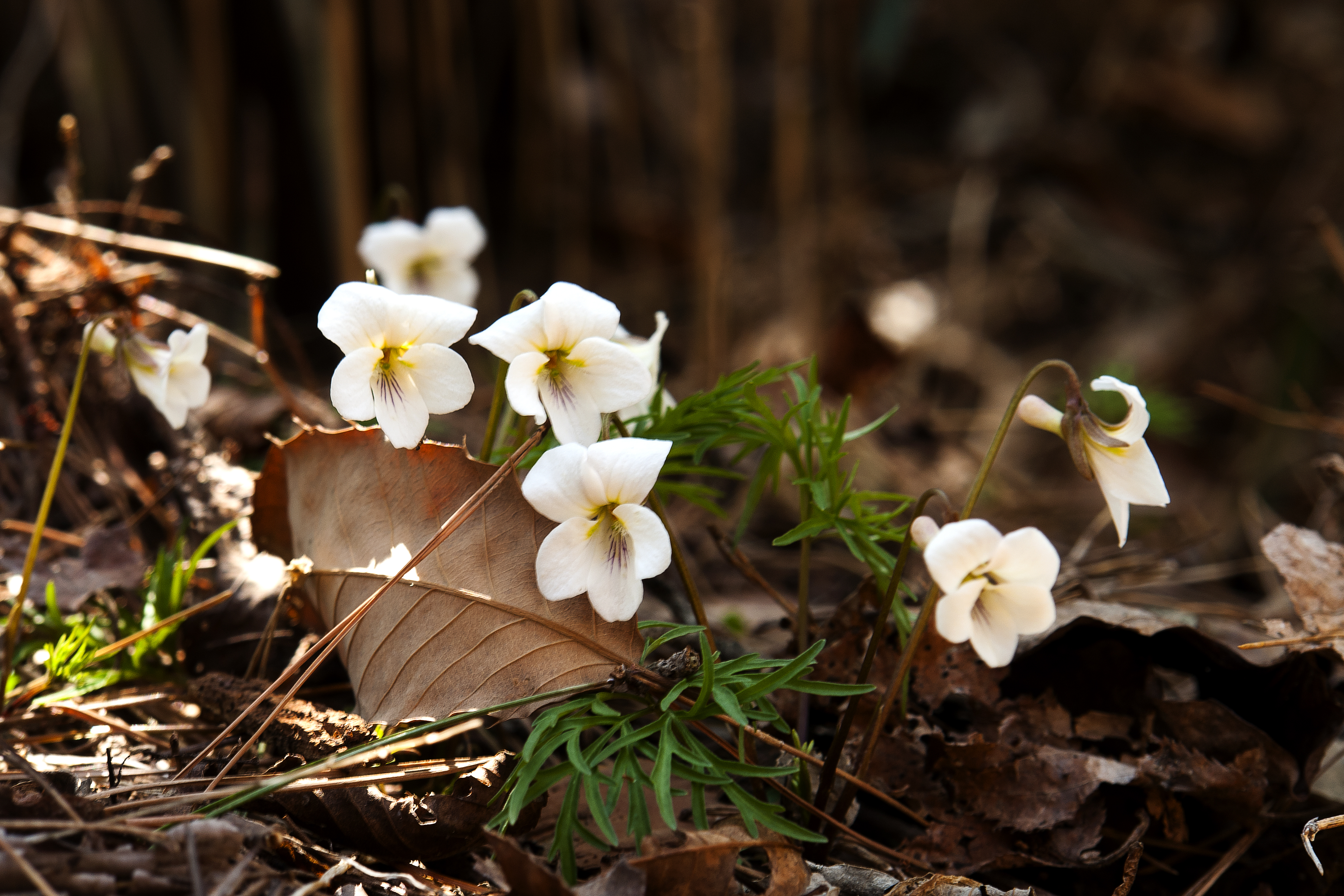